# Syndet
Mit Syndet (zusammengesetzter Begriff aus englisch synthetic detergents bzw. synthetische Detergentien, etwa „künstlich hergestelltes Waschmittel“) werden synthetische waschaktive Substanzen bzw. synthetisch hergestellte Tenside bezeichnet.
Durch den Begriff soll eine Abgrenzung zu Seifen erzielt werden, denen eine allergiebegünstigende Wirkung und schlechte Hautverträglichkeit zugeschrieben wird. Für Syndet als Alternative zu den handelsüblichen Seifenstücken wird hingegen eine besondere Hautschonung und Eignung für Allergiker geltend gemacht.
Allerdings handelt es sich hierbei um eine in erster Linie marketingstrategische Wortschöpfung, denn zum einen werden auch Seifen (also die Natrium- oder Kalium-Salze der höheren Fettsäuren) in einem chemischen Prozess, der sog. Verseifung, gewonnen und könnten mithin als synthetisch bezeichnet werden. Zum anderen umfasst die weitgefasste Gruppe synthetischer Detergenzien auch Substanzen, wie z. B. kationische Tenside, denen häufig eine ausgesprochene Hautunverträglichkeit zukommt.